# Benedict (Mondkrater)
Benedict ist ein kleiner, schüsselförmiger Einschlagkrater nahezu im Zentrum des Riesenkraters Mendeleev nahe dem Mondäquator auf der Rückseite des Mondes.
Der Krater ist kreisförmig und weist nur geringfügige Erosionsspuren auf. Im Mittelpunkt seiner abfallenden Innenwände liegt ein kleiner zentraler Kraterboden. Die Albedo der Kraterinnenwände ist höher als die des umgebenden Geländes. Dies weist auf eine relativ junge Formation hin.